# 大西玲央
大西 玲央（おおにし れお、1981年12月4日 - ）は日本のインタビュアー、スポーツライター、ポッドキャスター、YouTuber。『NBA.com Japan』『ダブドリ』『NBA Rakuten』『Sports Graphic NUMBER』などでライターとして活動中。記事のライティング以外にもNBA解説、翻訳、通訳なども行なっている。近年は、NBA選手来日時の通訳をNBA Asiaより任され、多くの選手をアテンドしている。身長は183cmと2024年2月21日のNBAダイナー内で公言している。

## 活動

### 解説
- NBA Rakuten
- WOWOW NBA

### 通訳
- ダニー・グリーン[2]
- ドレイモンド・グリーン
- レイ・アレン
- ケンバ・ウォーカー
- トニー・パーカー

### 訳書
- 『コービー・ブライアント 失う勇気』（東邦出版） 2017年10月
- 『レイ・アレン自伝』（東邦出版） 2019年1月
- 『デリック・ローズ自伝』（株式会社ダブドリ） 2021年4月
- 『ケビン・ガーネット自伝』（KADOKAWA） 2021年10月
- 『ヤニス 無一文からNBAの頂点へ』（株式会社ダブドリ） 2022年9月

### ネット配信
- ポッドキャスト『MarkTonight NTR』レギュラー出演
- YouTube『Basketball Diner』レギュラー出演
- YouTube『NBA井戸端会議』レギュラー出演
- YouTube『RikutoAF』ゲスト出演
- Twitch『ババっとNBL』実況・解説・同時通訳

### ラジオ
- 『アフター6ジャンクション』（TBSラジオ）

### TV
- 『炎の体育会TV』（TBSテレビ、2018年12月15日 - ドレイモンド・グリーン通訳[3]、2019年6月22日 - ケンバ・ウォーカー通訳[4]）